# 신난다 기획
신난다 기획은 2020년에 유튜브, 페이스북, 네이버tv에서 방송된 웹예능이다. 데시앙을 알릴수 있는 기발한 광고 영상을 선발하는 프로그램으로, 예선, 본선, 결선을 통해 우승팀을 뽑는다. 최종 우승팀에게는 2000만원의 상금이 지급되며 신다은, 임성빈, 김윤상과 함께 데시앙 광고 제작 크루로 활동할 수 있는 기회가 부여된다. 준우승 팀은 500만원을 받는다.

## 본선 진출자
| 이름   | 팀                 |
| ------ | ------------------ |
| 박진솔 | 미션               |
| 정용기 | 미션               |
| 김현수 | 작품삼일           |
| 신유진 | 작품삼일           |
| 윤경아 | 작품삼일           |
| 임세라 |                    |
| 오상우 |                    |
| 임세연 | 똘기획             |
| 임현민 | 똘기획             |
| 강민지 | 똘기획             |
| 김경범 | 똘기획             |
| 박세은 | 1004호             |
| 박선화 | 1004호             |
| 김가빈 | 1004호             |
| 강민경 | 1004호             |
| 신한빛 |                    |
| 김현지 | 됐셩               |
| 박나영 | 됐셩               |
| 조수민 | 됐셩               |
| 박수경 | 인어맨과 조개 소년 |
| 임소현 | 인어맨과 조개 소년 |
| 김정민 | Ease_in            |
| 성재훈 | Ease_in            |